# Kuźnia Raciborska
Kuźnia Raciborska (śl. Raciborskô Kujźnia, niem. Ratiborhammer) – miasto w południowej Polsce, wchodzące w skład powiatu raciborskiego w województwie śląskim, siedziba władz gminy miejsko-wiejskiej Kuźnia Raciborska.
Kuźnia Raciborska leży w Kotlinie Raciborskiej, w dolinie Odry nad jej prawym dopływem Rudą. Miejscowość znajduje się w granicach Parku Krajobrazowego Cysterskie Kompozycje Krajobrazowe Rud Wielkich utworzonego w 1993 roku.

## Demografia
31 grudnia 2023 r. miasto liczyło 4598 mieszkańców.
Piramida wieku mieszkańców Kuźni Raciborskiej w 2014 r.:

## Podział administracyjny
Miasto podzielone jest na dwie jednostki pomocnicze:
- Osiedle – Stara Kuźnia
- Osiedle – Osiedle Nr 1.

## Historia

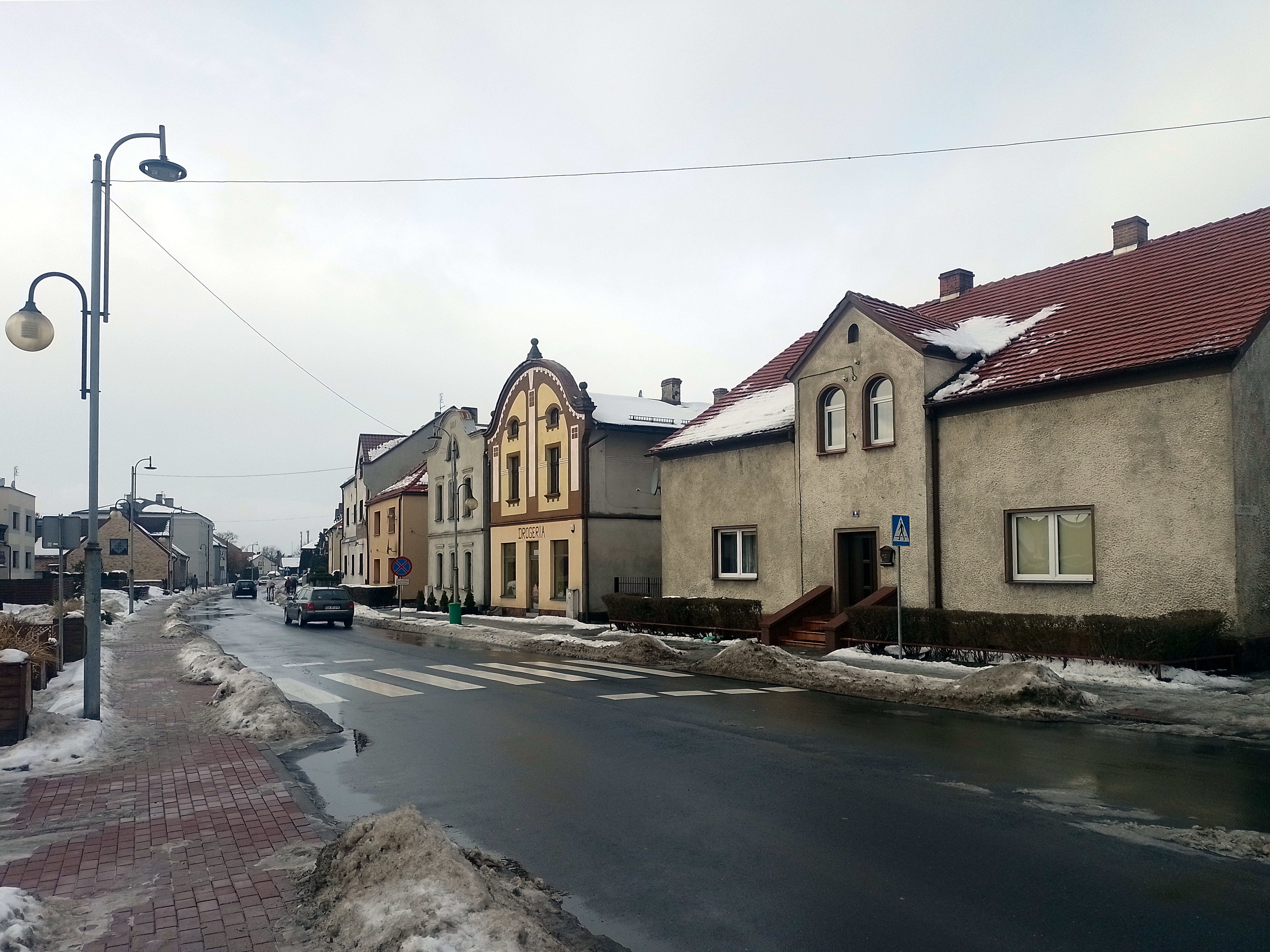
Fragment ul. Słowackiego w centrum miasta

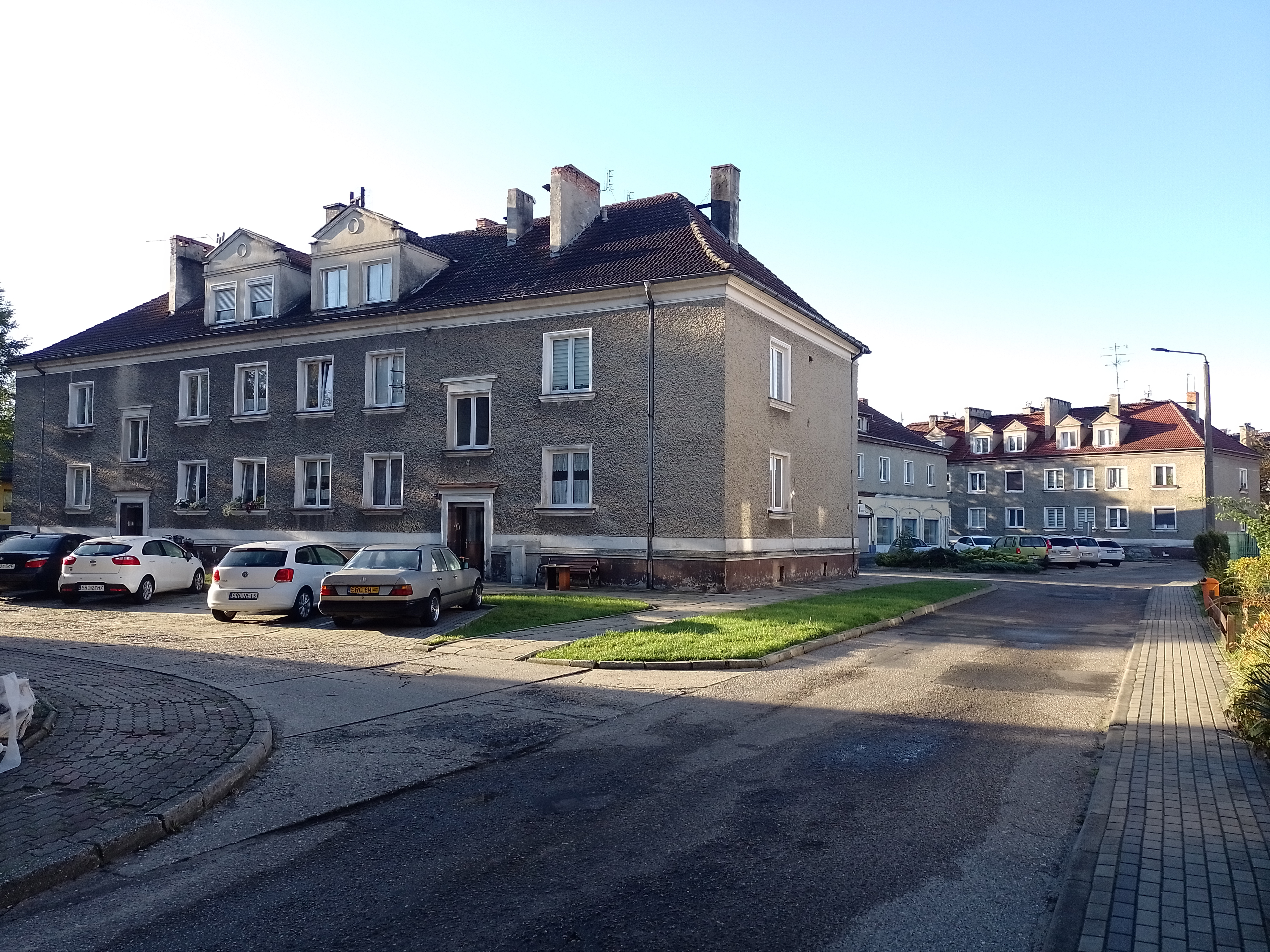
Osiedle nr 1 z lat 50. XX wieku

Pierwszą odnotowaną w dokumentach stałą osadą na terenie obecnego miasta było założone w 1641 roku osiedle hutnicze Segenberg. W ślad za nim powstawały w okolicy kolejne osady kuźnicze, hutnicze i smolarskie. W XVIII w. wraz z postępem technicznym zastąpiono przestarzałe i nieefektywne dymarki piecami fryszerskimi. Według spisu z 1747 roku, wieś liczyła 274 mieszkańców i posiadała folwark. W tym samym roku wzniesiono figurę św. Jana Nepomucena. W 1791 następuje przejęcie zakładów hutniczych przez króla pruskiego. W 1803 uruchomiono pierwszą szkołę. W miejscowości oprócz fryszerki pracuje także gwoździarnia i młot parowy. Wzrasta też liczba mieszkańców, osiągając 765 osób w 1830, w tym 12 ewangelików i 16 żydów.
W roku 1846 doprowadzono linię kolejową, co wpłynęło na dalszy rozwój miejscowości, mającej odtąd bezpośrednie połączenie z Kędzierzynem i Raciborzem. W 1845 Anton Magnus Schoenawa uruchomił własną hutę, nazywając ją Hoffnungshütte, w której to w 1893 oddano do użytku nowoczesną jak na owe czasy odlewnię żeliwa. Liczba mieszkańców przekroczyła 1000 w Kuźni i 650 w byłym folwarku, tzw. Nowej Kuźni. W 1907 r. przestawiono profil huty na produkty przeznaczone dla kolejnictwa. Zakład rozbudowano podczas II wojny światowej, zmieniając nazwę na Schondorff Hegenscheidt-Werke, podjęto produkcję części dla lotnictwa. Rozbudowy nie ukończono ze względu na zbliżający się front.
29 stycznia 1945 roku Kuźnia Raciborska została zajęta przez Armię Czerwoną, a następnie przekazana polskiej administracji. 6 kwietnia 1945 Ministerstwo Bezpieczeństwa Publicznego utworzyło Centralne Obozy Pracy. Obóz pracy nr 122 powstał w Kuźni Raciborskiej.
7 lipca 1946 roku rozpoczęła pracę Fabryka Wyrobów Metalowych “Rafo” (obecnie Rafamet). W 1947 uruchomiono przy fabryce szkołę zawodową. We wrześniu 1948 otwarta została gminna biblioteka.
W latach 1954–1955 wieś należała i była siedzibą władz gromady Kuźnia Raciborska, w roku 1956 przekształcona w osiedle typu miejskiego, a w 1967 uzyskuje prawa miejskie. W latach 1975–1998 miejscowość administracyjnie należała do województwa katowickiego.
W latach 1962–1990 działał w Kuźni Raciborskiej 11 Dywizjon Rakietowy Obrony Powietrznej.

## Władze miasta[9]

### Przewodniczący Prezydium Miejskiej Rady Narodowej
- Alojzy Pawlik (do 1967)
- Mikołaj Matkowski (1967-1973)
- Janusz Brzeźniak
- Czesław Bezeg
- Paweł Brzoska (1980-1990)

### Przewodniczący Rady Miejskiej
- Witold Cęcek (1990)
- Bogdan Lewandowski (1990-1994)
- Leon Klon (1994-1998)
- Norbert Zimon (1998-2000)
- Manfred Wrona (2000-2014)
- Sabina Chroboczek-Wierzchowska (2014-2018)
- Radosław Kasprzyk (2018-2020)
- Gerard Depta (2020-2024)
- Tomasz Sokołowski (2024- )

### Naczelnik Miasta i Gminy
- Paweł Brzoska (do 1974)
- Roman Mróz(1974-1976)
- Maria Kamińska (1976-1980)
- Michał Borek (1980-1982)
- Józef Baron (1982-1990)

### Burmistrz Miasta
- Witold Cęcek (1990-2002)
- Ernest Emrich (2002–2006)
- Rita Serafin (2006–2014)
- Paweł Macha (2014–2024)
- Wojciech Gdesz (od 2024)

Zastępca Burmistrza Miasta
- Bogusław Wojtanowicz (2006-2014)
- Gabriela Tomik (2014-2018)
- Sylwia Brzezicka-Tesarczyk (2018-2024)
- Roksana Pytlik (2024-2025)
- Sabina Chroboczek-Wierzchowska (od 2025)

Przewodniczący Zarządu Osiedla - Osiedle Nr 1
- Marcin Rak (2002-2006)
- Krystyna Borutko (2006-2018)
- Jacek Gąska (2018- )

Przewodniczący Zarządu Osiedla - Osiedle Stara Kuźnia
- Gertruda Jucha (2002-2006)
- Mariusz Brześniowski (2006-2014)
- Bernard Kowol (2014-2018)
- Maria Wyszomierska (2018- )

## Transport

### Kolej
Kuźnia Raciborska posiada bezpośrednie połączenia kolejowe z następującymi miastami: Bielsko-Biała, Czechowice-Dziedzice, Gdynia, Zakopane, Olsztyn, Kraków,  Kędzierzyn-Koźle, Opole, Pszczyna, Racibórz, Wrocław, Warszawa, Poznań oraz Bydgoszcz. Na stacji kolejowej w Kuźni Raciborskiej zatrzymują się pociągi Polregio oraz InterCity.

### Komunikacja autobusowa
Kuźnia Raciborska posiada bezpośrednie połączenia autobusowe z następującymi miastami: Gliwice, Racibórz, Ruda Kozielska, Rybnik, Kędzierzyn-Koźle, Katowice. Komunikację autobusową obsługuje PKS Racibórz Sp. z o.o., PKS Connex Kędzierzyn-Koźle Sp. z o.o., Zarząd Transportu Zbiorowego w Rybniku. Przystanki PKS znajdują się na terenie całego miasta.

### Najbliższe lotniska
- Port lotniczy Ostrava-Mošnov (w odległości 73 km)
- Port lotniczy Katowice-Pyrzowice (81 km)
- Port lotniczy Kraków-Balice (126 km)[11]

### Drogi
Przez miasto przebiegają drogowe szlaki komunikacyjne. Są to m.in.:
- 922 droga wojewódzka nr 922: Nędza – Kuźnia Raciborska[12][13]
- 425 droga wojewódzka nr 425: Rudy – Kuźnia Raciborska – Dziergowice – Bierawa[12][13]
- ODW – Odrzańska Droga Wodna łącząca Bałtyk i Europę zach/wsch, potencjalny szlak Odra-Dunaj.

Kuźnia Raciborska posiada następujące drogi powiatowe:
- 3509S Kuźnia Raciborska - Siedliska - Turze - Ciechowice
- 3534S Kuźnia Raciborska - Budziska - Turze

## Edukacja
W Kuźni Raciborskiej znajdują się dwa przedszkola oraz jedna szkoła podstawowa:
- Przedszkole nr 1 w Kuźni Raciborskiej z Oddziałem Zamiejscowym w Turzu, ul. Słowackiego 18
- Przedszkole nr 2, ul. Bohaterów Westerplatte 1
- Szkoła Podstawowa im. Jana Wawrzynka, ul. Piaskowa 28.

## Kultura
Lista imprez odbywających się cyklicznie w Kuźni Raciborskiej:
- Rodzinny Rajd Rowerowy prowadzący przez Nadleśnictwo Rudy Raciborskie wzdłuż trasy wielkiego pożaru lasu z 1992 r.[15]
- Kuźniański Bieg Niepodległości odbywający się corocznie w Święto Niepodległości[16]
- Kuźniański Półmaraton Leśny, odbywający się na początku wiosny od 2016 r.[17]

## Organizacje
- Hufiec ZHP Ziemi Raciborskiej im. Alojzego Wilka[18]
- Towarzystwo Miłośników Ziemi Raciborskiej – Koło w Kuźni Raciborskiej[19]
- Towarzystwo Przyjaciół Dzieci[20]
- Związek Rencistów, Emerytów i Inwalidów[21]
- Koło DFK
- Okręg PZW w Katowicach koło PZW nr 31 Kuźnia Raciborska
- Uniwersytet Trzeciego Wieku[22]
- Kościół In Plus[23]

## Pomniki i tablice

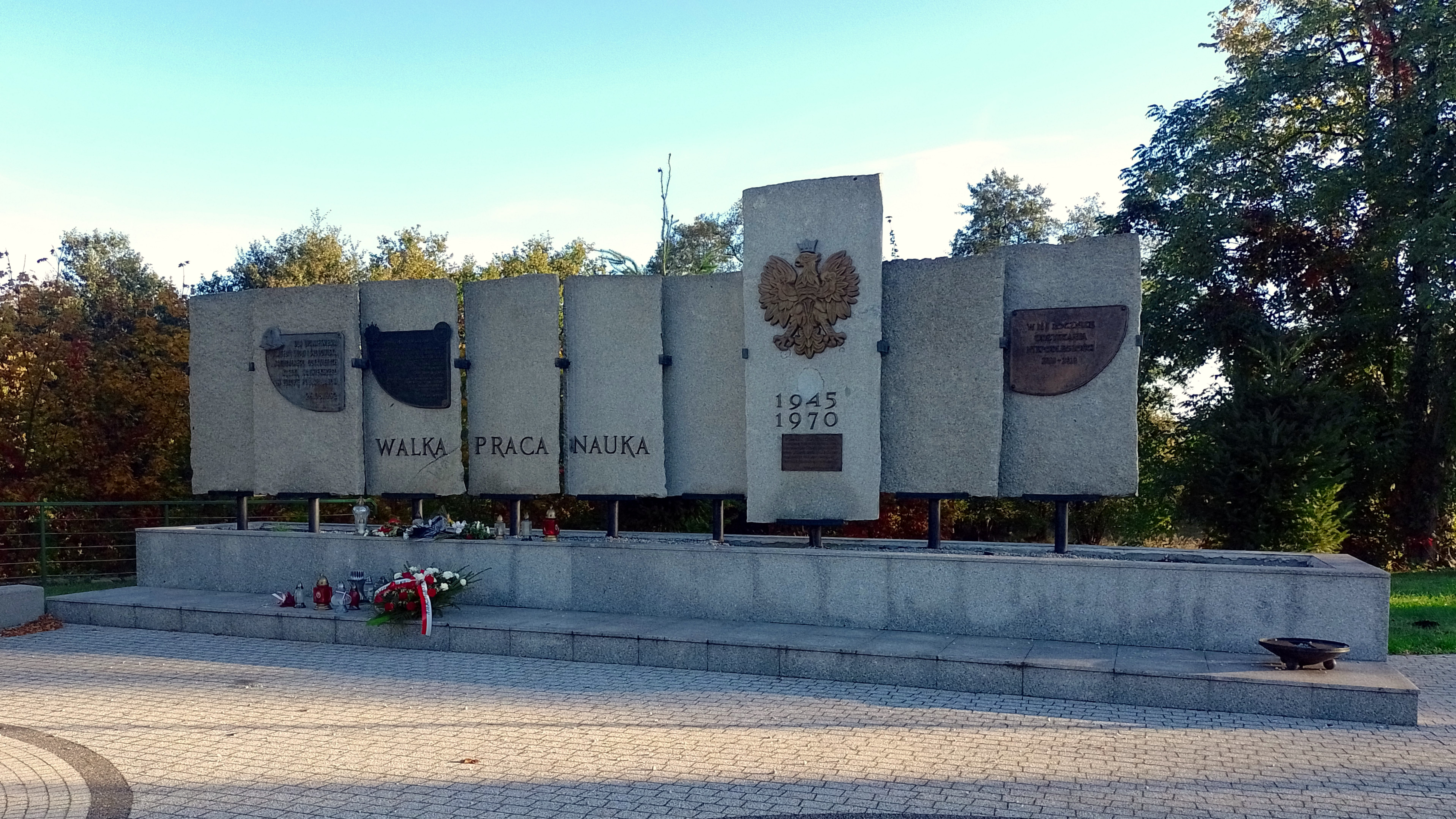
Pomnik Zwycięstwa

- Pomnik Zwycięstwa przy ulicy Kościelnej, odsłonięty w 1970 r. w celu uczczenia XXV rocznicy zwycięstwa nad faszyzmem[24]. Wraz z tablicą upamiętniającą żołnierzy 6 batalionu powietrznodesantowego, którzy zginęli 8.10.2019 roku podczas prac patrolu rozminowania przy usuwaniu niewybuchów z pobliskich lasów[25].
- Pomnik ku czci mieszkańców Kuźni Raciborskiej przy kościele św. Marii Magdaleny, wzniesiony w 1922 r. w celu upamiętnienia ofiar śmiertelnych z I wojny światowej. W 2003 r. wmurowano płytę upamiętniającą kuźniańskie ofiary II wojny światowej
- Pomnik i krzyż ku pamięci dwóch strażaków, którzy zginęli w wielkim pożarze lasu w 1992 r.[26]
- Drewniana kapliczka z figurą św. Jana Nepomucena przy ul. Arki Bożka, pochodząca z połowy XIX w.[27]
- Tablica i drewniana rzeźba Antona Magnusa Schoenawy, twórcy przemysłu metalurgicznego w Kuźni Raciborskiej (na skwerze pomiędzy ulicą Klasztorną i Arki Bożka)[28]
- Tablica na cześć pochodzącego z Kuźni Raciborskiej Adalberta Kurzeji (skwer przy ul. Topolowej)[29]
- Tablice na cześć Alfonsa Górnika i Adama Kocura, międzywojennych burmistrzów Katowic, pochodzących z Kuźni Raciborskiej[29]

## Wspólnoty wyznaniowe

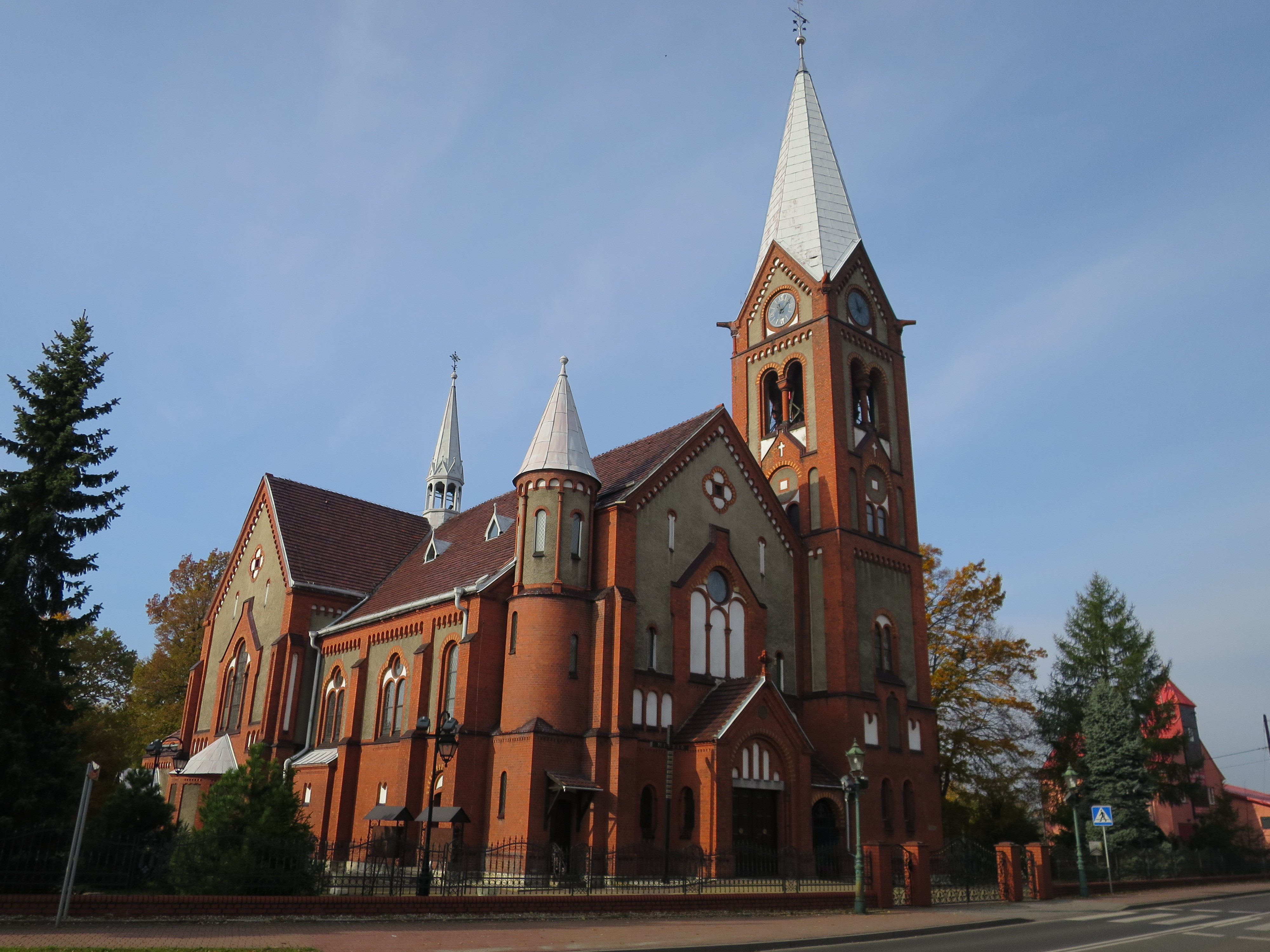
Kościół parafialny św. Marii Magdaleny

Na terenie miasta działalność duszpasterską prowadzi parafia rzymskokatolicka św. Marii Magdaleny oraz Kościół Boży w Chrystusie Zbór „Kościół In Plus” – protestancka wspólnota o charakterze ewangelicznym.

## Szlaki turystyczne
Szlak im. Polskich Szkół Mniejszościowych
- Trasa: Chałupki – Tworków – Racibórz – Markowice – Łęg – Kuźnia Raciborska – Bierawa

## Ciekawostki
- 13 października 2017 r. w Kuźni Raciborskiej otwarto pierwszą na świecie ulicę Roberta Lewandowskiego[32]

## Miasta partnerskie
- Kelheim
- Odry